# Euphrasia himalayica
Euphrasia himalayica är en snyltrotsväxtart som beskrevs av Richard von Wettstein. Euphrasia himalayica ingår i släktet ögontröster, och familjen snyltrotsväxter. Inga underarter finns listade i Catalogue of Life.